# Tos vómica
La tos vómica es la salida brusca de aire y secreciones purulentas por la boca, mediante un mecanismo de contracción rápida del aparato respiratorio.

## Etimología
Tos procede de la palabra latina tussis. Vómica se origina del latín vomĭcus, y significa vomitar.

## Etiología
Las causas más frecuentes de tos vómica son:
- absceso o un quiste pulmonar, pleural, mediastínico o subfrénico.
- pleuresía purulenta enquistada
- quiste hidatídico
- absceso hepático amibiano
- empiema

## Cuadro clínico
La tos vómica son violentos golpes de tos (a veces, con sensación de asfixia) acompañados de "expectoración violenta de una cantidad importante de líquido purulento, seroso o serosanguinolento procedente de la cavidad torácica natural, de una cavidad torácica creada accidentalmente por perforación del árbol traqueobronquial, o de un absceso hepático o subfrénico abierto a los bronquios."